# Diplazon mulleolus
Diplazon mulleolus är en stekelart som beskrevs av Dasch 1964. Diplazon mulleolus ingår i släktet Diplazon och familjen brokparasitsteklar. Inga underarter finns listade i Catalogue of Life.